# Прокламация от Излаз
Прокламация от Излаз е програмата, приета на 9 юни 1848 г. от революционното движение във Влашко след прочитането ѝ от Йон Хелиаде Радулеску. На 11 юни, под натиска на масите, принц Георге Бибеску е принуден да приеме условията на прокламацията и да признае временното революционно правителство.

## Четене на прокламацията
Прокламацията е прочетена публично от Йон Хелиаде Радулеску на 9 / 21 юни 1848 г. в местността Излаз, окръг Романати (днес окръг Телеорман), малко пристанище на река Дунав с известно търговско значение, което не е било под прякото управление на турците, за разлика от пристанищата на Турну Мъгуреле, Гюргево или Калафат.
Излаз е бил избран от Николае Балческу за място за започване на революцията във Влашко, тъй като командирът на дружината, която охранява пристанището и границата капитан Николае Плеояну и ръководителят на администрацията са били на страната на революционерите. Балческу обосновава избора на Излаз по следния начин: „В Излаз, нито Вода Бибеску, Вилар или Ману биха помислили да ни пречат“.
Прокламацията на Излаз е била замислена като конституционен акт, който до голяма степен припокрива Декларацията за правата на човека и гражданина от 1789 г.  Смята се за първата модерна конституция на Румъния от позицията на местните либерали, въпреки че от 18 години Влахия има Органически регламент. 

## Текстът на Прокламацията
Текстът на прокламацията е обширен, но съдържа и обобщение на твърденията на неговите редактори:
1. Административната и законодателна независимост на румънския народ, основаваща се на договорите на Мирча и Влад V, и ненамесата на която и да е външна власт със своя собствена.
2. Равенство на политическите права.
3. Общ принос.
4. Общо събрание, съставено от представители на всички страни в обществото.
5. Отговорният джентълмен избира за пет години и търси във всички състояния на обществото.
6. Намаляване на гражданския списък – изгаряне на всякакви средства за корупция.
7. Отговорността на министрите и всички длъжностни лица на заеманата от тях длъжност.
8. Абсолютна свобода на печата.
9. Всяка награда да идва от Отечеството чрез неговите представители, а не от Господ.
10. Правото на всеки окръг да избира своите управници, право, което изхожда от правото на хората като цяло да избират своя господар.
11. Национална гвардия.
12. Еманципация на почитаните манастири.
13. Еманципация на собствениците, които стават собственици чрез обезщетение.
14. Освобождението на циганите чрез компенсация.
15. Представител на страната в Цариград сред румънците.
16. Равни и пълни права за всички румънци и от двата пола.
17. Разпускане на действащите органи, които нямат функции.
18. Отмяна на унизителното наказание с побой.
19. Отмяна, както на дело, така и по закон, на смъртното наказание.
20. Изправителните заведения, където престъпниците могат да отмият греховете си и да бъдат подобрени.
21. Еманципация на израелците и политически права за всички сънародници от друга вяра.
22. Определяне на дата за свикване на извънредно учредително общо събрание, избрано да представлява всички интереси или сделки на нацията, което ще бъде задължено да направи конституцията на страната въз основа на тези 21 члена, постановени от румънския народ.

Повечето от тези искания, премахването на болярските чинове („притежатели“) и цензурата (свобода на печата), освобождаването на роби, еманципацията на евреите, Националната гвардия веднага са приложени на практика. Свикването на учредителното събрание, както и решаването на селския въпрос са по-трудни за разрешаване. Що се отнася до учредителното събрание, поддръжниците на всеобщото избирателно избирателно право (Балкеску) и тези на вота на преброяването са изправени един срещу друг . За съжаление, чуждестранното нашествие слага край на революцията от 1848 г., преди да бъдат организирани първите избори по избирателен район. На 9/22 юли официалното правителство свиква комисия за собственост, съставена от равен брой собственици на земя и селяни, които в крайна сметка гласуват за освобождаване на скуотерите и овладяването им чрез обезщетение. Двете страни обаче не се споразумяват за размера на земята, която трябва да бъде отчуждена и дадена на бившите заселници. Затова работата на комисията е спряна.